# Pozonia andujari
Pozonia andujari là một loài nhện trong họ Araneidae.
Loài này thuộc chi Pozonia. Pozonia andujari được miêu tả năm 2007 bởi Alayón.